# プラ-エスペラント
プラ-エスペラント(Pra-Esperanto)は、ルドヴィコ・ザメンホフが創った人工言語である。発表当時はリングヴェ・ウニヴェルサーラ(Lingwe uniwersala 普遍語)と呼ばれていた。これを発展させたものがエスペラントである。Pra-は「時間的に遠い、原始、以前」などの意味を付ける接頭辞である。
ザメンホフは少年時代に国際補助語を創ることを思いついた。1878年12月17日(ユリウス暦では12月5日)にほとんど完成し、ザメンホフはギムナジウムの同級生たちとともにその言語の誕生と自分の誕生日(ザメンホフの誕生日は12月15日)を祝い、Lingwe uniwersala(普遍語)と名づけた。
大学に入り医学の勉強を始めた時、父マルコ・ザメンホフは医学の勉強が終わるまで言語の研究をさせない為という理由で、原稿をルドヴィコから取り上げた。
父は息子の研究が無意味だと思ったのか、あるいはロシア政府の検閲を恐れたのか、原稿を燃やしてしまった。ルドヴィコがそのことを知ったのは大学に入ってから2年後のことだった。仕方なく、彼は一から新しい言語を創ることにした。
(この原稿が燃やされるエピソードはザメンホフの伝記に必ずと言っていいほど書かれているが、単なる伝説とも言われている。)
現在、プラ-エスペラントで書かれた資料はほとんど残っていない。以下は1878年にザメンホフが作った詩である。
```
 (プラ-エスペラント)                  (エスペラント)
 Malamikete de las nacjes,          Malamikeco de la nacioj             
 Cadó, Cadó, jam temp' está;        Falu, falu, jam temp' estas;
 La tot' homoze in familje          La tuta homaro en familion　　　　　  
 Konunigare so debá.                Kununuigi sin devas.　　　　

 諸民族の憎しみよ
 倒れろ、倒れろ、時は来た！ (始めよう！)
 全人類は家族に
 一つにならなければならない。
```

発表した後の数年の間に、ザメンホフは大幅な改良を加えた。いくつかの改良版が造られ、その度に問題点を洗い出していった。
大きな変更点としては、アクセントを必ず単語の後ろから2番目の音節に置くこと、ポーランド語由来のć,dźなどの文字の代わりにĉ, ĝなどの独自のサーカムフレックス付き文字を使用することにしたことなどである。
1887年、ザメンホフは現在使われているエスペラントについての最初の本、Unua Libroを出版した。
ガストン・ヴァレンギェンは、1881年、1882年、1885年のザメンホフの原稿を調べて言語がどのように創られたのか調べ、それを自分の本Lingvo kaj vivo(言語と人生)の中で発表した。
Rikardo Cashは、プラ-エスペラントの文法を「復活」させ、雑誌La Kancerkliniko(癌診療所)に載せた。彼の復活させた文法は燃やされてしまった原稿とは完全には同一ではないが、それでも興味深いものがあり、また古風な文章を書くときには役に立つだろう。エスペラントで古風な文章を書く方法としては、他にアルカイカム・エスペラントムがある。
以下は、Cashが復活させたプラ-エスペラントであるが、あくまでザメンホフがエスペラントに到るまでに創ったいくつかの版の一つである。

## アルファベット
a á b c ć d dź e é f g h ħ i j k l m n o ó p r s ś t u ŭ v z ź
現在のエスペラントになる過程で母音はa,e,i,o,uだけとなり、ポーランド語由来の文字が独自のサーカムフレックス付き文字になった。
- ć → ĉ
- dź → ĝ
- ħ → ĥ
- ś → ŝ
- ź → ĵ

## 人称代名詞
()内は同義の現在のエスペラント
|       | 単数                        | 複数                             |
| 1人称 | mo - 私 (mi)                | no - 私たち (ni)                 |
| 2人称 | to - 君 (ci)                | vo - 君たち (vi)                 |
| 3人称 | śo - 彼女 (ŝi) ro - 彼 (li) | po - 彼等 (ili) o - 彼女等 (ili) |

再帰代名詞はso (si)

## 動詞
()内は現在のエスペラントの語尾変化
| 不定形 | -eまたは-i (-i) |
| 現在形 | -é (-as)        |
| 過去形 | -u (-is)        |
| 未来形 | -uj (-os)       |
| 命令形 | -ó (-u)         |
| 仮定形 | -á (-us)        |

## 格変化
-a が形容詞語尾、-o 名詞語尾、-ojが名詞の複数形語尾なのは現在と同じ。
現在は"-n"である対格語尾は -l だった。但し、ザメンホフの書いたプラ-エスペラントの文中では「常に対格が使われていた」という訳ではなかった。

## 語幹
プラ-エスペラントで使われた多くの語幹が現在のエスペラントになる過程で変更されている。
（）内は名詞の場合の意味である。
- kad- → fal- （落下）（ラテン語 cadere →英語 fall）
- mik- → amik- （友達）
- kord- → kor- （心、心臓）

Cashは小さいながら、プラエスペラント時代の語幹の辞書を復活させた。